# Нагаи, Дзюндзи
Дзюндзи Нагаи (яп. 永井 順二, 5 декабря 1981, Наёро) — японский биатлонист, участник чемпионатов и Кубка мира. Завершил карьеру в сезоне 2017/18 году.

## Биография
Занимается биатлоном с 2001 года. Выступает за клуб «Тосенкё» (Образовательный центр по зимним видам спорта). Тренер — Акихиро Такидзава.
В начале карьеры также занимался лыжным спортом, в 2002 году участвовал в гонках континентального Кубка Азии.
На крупных международных соревнованиях по биатлону участвует с 25-летнего возраста, в сезоне 2006/07 стартовал только в Кубке IBU.
Дебютировал в Кубке мира в сезоне 2007/08. Самая первая гонка не сложилась — 105-е место в спринте с четырьмя промахами. В 2009 году впервые принял участие в чемпионате мира в корейском Пхёнчане, лучшим результатом стало 50-е место в спринте.
В сезоне 2009/10 впервые набрал очки в зачёт Кубка мира, заняв 36-е место в спринте на этапе в Оберхофе. В сезоне 2010/11 показал свой лучший результат на этапах Кубка мира, заняв 30-е место в спринте в Рупольдинге. Лучший результат в эстафетах — девятое место (дважды). На уровне Кубка IBU лучший результат — 14-е место в индивидуальной гонке на этапе в Обертиллиахе в сезоне 2015/16.
Участвовал в шести чемпионатах мира (2009, 2011, 2012, 2013, 2016, 2017). Лучшим результатом в личных видах стало 33-е место в гонке преследования в 2012 году в Рупольдинге, а в эстафетах — 15-е место в 2017 году в Хохфильцене.

#### Статистика выступлений в Кубке мира
- 2009/10 — 111-е место
- 2010/11 — 93-е место
- 2011/12 — 91-е место

В остальных сезонах очков не набирал.